# Phragmacossia libani
Phragmacossia libani är en fjärilsart som beskrevs av Daniel 1933. Phragmacossia libani ingår i släktet Phragmacossia och familjen träfjärilar. Inga underarter finns listade i Catalogue of Life.